# Carnaval de Guyane
 (mars 2025).
Le carnaval de Guyane est l'un des évènements majeurs de la Guyane,. Il se déroule entre l'Épiphanie le premier dimanche de janvier, et le mercredi des Cendres en février ou en mars. Connu à l'international pour ses grandes parades, ses bals paré-masqué et son personnage emblématique le Touloulou, il est considéré comme le carnaval le plus long du monde.
Le carnaval de Cayenne, le carnaval de Kourou et le carnaval de Saint-Laurent du Maroni sont les plus importants des carnavals guyanais.

## Histoire

### Description et origine

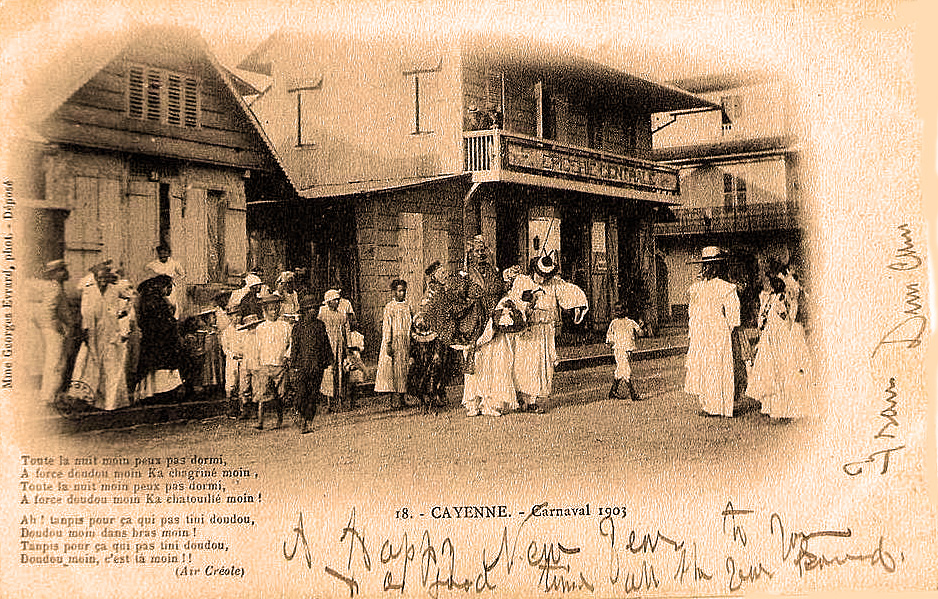
Carnaval de Cayenne en 1903.

Cette fête appartient à la culture créole guyanaise. Il a pour origine le carnaval tel qu'il est pratiqué en Europe. Au début de la colonisation, les colons pratiquaient le carnaval, mais il était interdit aux esclaves. Bravant l'interdiction, les esclaves pratiquaient le carnaval, dans des fêtes clandestines. Ils y voyaient un moyen de retrouver un peu de liberté, de commémorer comme les Africains la fertilité et les moissons et de tourner en dérision les colons.
Aujourd'hui les communautés métropolitaines, brésiliennes et chinoises y prennent part.
Il a une durée variable fixée par les fêtes religieuses, il a lieu entre l'Épiphanie au début de janvier, et le mercredi des Cendres marquant le début du Carême calculé selon la date de Pâques en février ou mars. Il a lieu du vendredi soir au lundi matin.
Les jours gras clôturent le carnaval, il s'agit du mercredi des Cendres.

## Costumes traditionnels
Il existe plusieurs costumes traditionnels qui représentent des figures mythiques du carnaval guyanais.
Le costume était unique et commun à tous. C'est lors des vidés, que le masque ne devenait plus obligatoire pour tous et était retiré en fin d'après-midi, vers 18 heures lors du vidé.

### Roi Vaval
Le roi Vaval est un personnage imaginaire, qui symbolise le dieu du carnaval, pour sacraliser cette manifestation qu'est le carnaval guyanais. Dans la tradition guyanaise, c'est à lui que revient l'honneur de déclarer ouverte la saison. Il est le symbole de l'ouverture et de la fermeture du carnaval. C'est lui qui ouvre les portes carnavalesques. Il est incinéré le mercredi des Cendres - signe que la saison festive est bel et bien finie. Il renaît de ses cendres un an plus tard pour autoriser l'ouverture d'une nouvelle saison festive.

### Le Touloulou
Le Touloulou est un personnage du carnaval de Guyane. Il se déguise pour aller danser dans les salles de bal ou pour aller dans les rues. Ce personnage est couvert de la tête au pied afin de protéger son identité. Il apparaît à l'Épiphanie jusqu'au mercredi des Cendres. Les Touloulous des bals masqués sortent les samedis soir et les touloulous des rues sortent les dimanches après-midis.

### Le Tololo
Le Tololo est l'équivalent masculin du Touloulou. Le bal Tololos est un bal organisé lors de Carnaval de Guyane où les hommes sont masqués. Ils peuvent inviter les femmes à danser et celles-ci n'ont pas le droit de refuser. Le bal Tololos est perçu comme une forme de revanche des hommes sur les bals des femmes Touloulous. Les Tololos sont alors les rois des soirées carnavalesques.
Le public du bal Tololo est de plus en plus nombreux : il est en majorité composé de jeunes dont la moyenne d'âges se situe autour de 35 ans. Cette évolution prouve que la jeune génération s'est approprié cette nouvelle forme de divertissement et l'apprécie tout autant que le bal paré-masqué traditionnel. Le public du bal Tololos, tout comme celui des bals paré-masqué traditionnels, se compose surtout, de Créoles guyanais, antillais et de Métropolitains.
Le concept du bal Tololo est apparu en 1991. Il est l'œuvre d'une bande d'amis blancs qui ont, à l'origine, organisé une soirée privée. Trois endroits assuraient la mise en place de cette festivité : l'Oasis, un bar-restaurant situé sur la plage dans le quartier résidentielle de Remire-Montjoly, le Kindal-Califourchon et Polina. Tous les ans, ce bal se déroule le vendredi avant les Jours gras.
Le Tololo invite à danser les femmes de son choix qui sont vêtues en simples tenues de soirée et démasquées. Eux aussi doivent respecter l'anonymat et pour pas être reconnus beaucoup se déguisent. Comme dans le bal classique, les cavalières offrent à boire aux Tololos qui les font danser.
Le choix du costume est plus libre. Le Tololo respecte l'anonymat, mais s'autorise à se déguiser en léopard, bagnard, diable, curé, super héros, pirate, apiculteur, etc. Le Tololo exprime son individualisme à travers le choix du costume, son désir à travers la danse et la parole et crée au fur et à mesure ses propres règles qui régissent la relation à l'autre. L'expérience du bal Tololo permet à la cavalière de comprendre le plaisir des danseurs des bals touloulous.

### Le Nègmaron

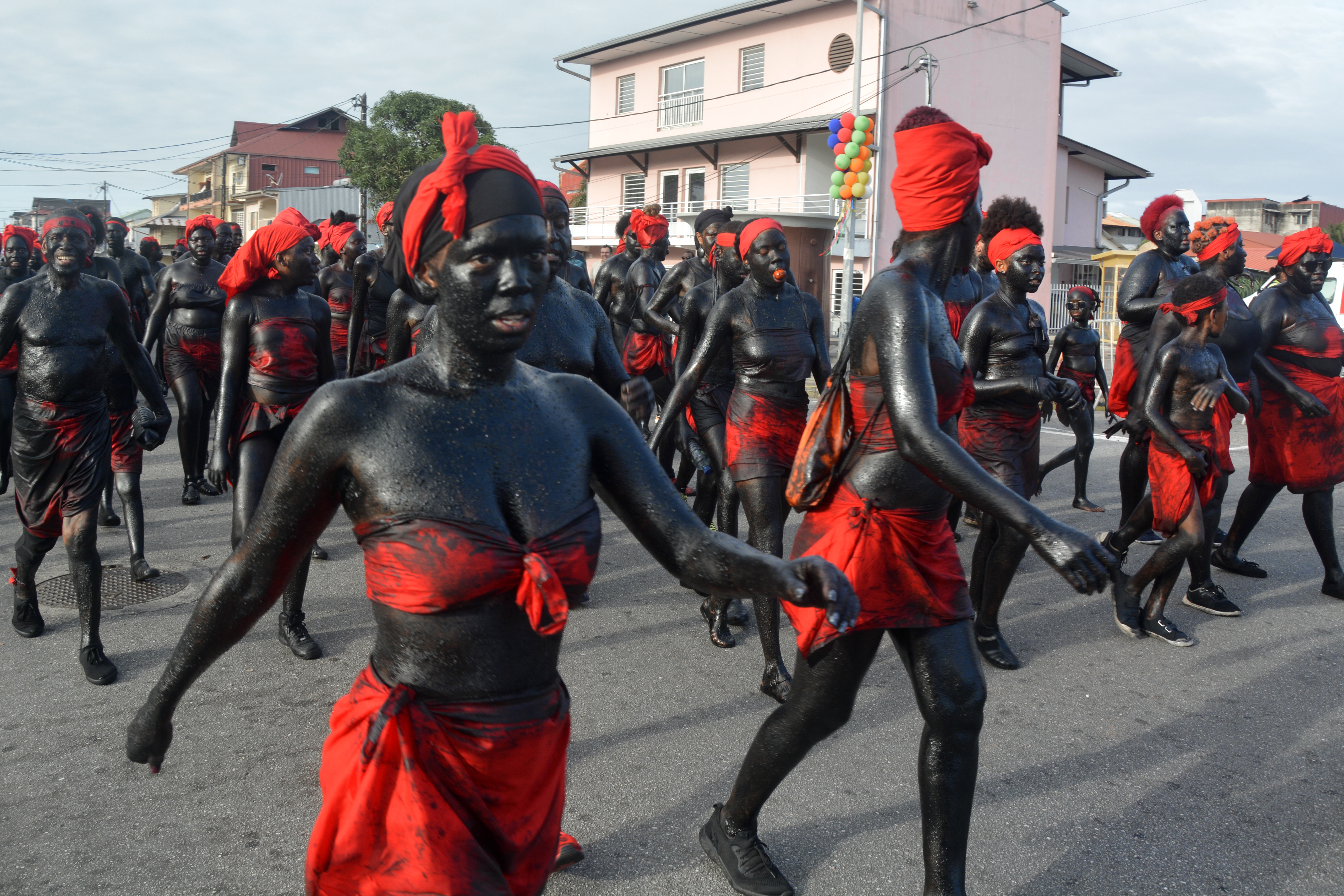
Nègmarons à la parade de Cayenne en 2024.

Le Nègmaron (créole pour Nègre marron) est un personnage faisant référence à l'époque de l'esclavage, et symbolisant l'esclave fugitif en marronnage dans la forêt, le marron. Durant le carnaval, ces personnages portent chacun un bandeau autour de la tête et un kalembé (pagne masculin Bushinengue), tous deux de couleur rouge. Ils se teignent l'ensemble du corps en noir avec un mélange d'huile et de suie (dans les Antilles, les gwo-siwo ou goudwon s'enduisent le corps d'un mélange de mélasse) et pour se faire mieux voir, tiennent dans leur bouche un awara, fruit de palmiers oléagineux, de couleur orangée ou du roucou.
Dans le défilé, les « Nègmaron » agissent le plus souvent en groupes et tiennent le rôle de police des festivités. Ils permettent le passage des groupes de Touloulous masqués. Ils ne marchent pas, ils courent. Ils ne parlent pas, ils crient. Les « Nègmaron » se noircissent le corps, les gens ont peur d'eux. Ils sont laids. Ils sont en marge de la société, devant lesquels il faut impérativement fuir.

### Zonbi baréyé

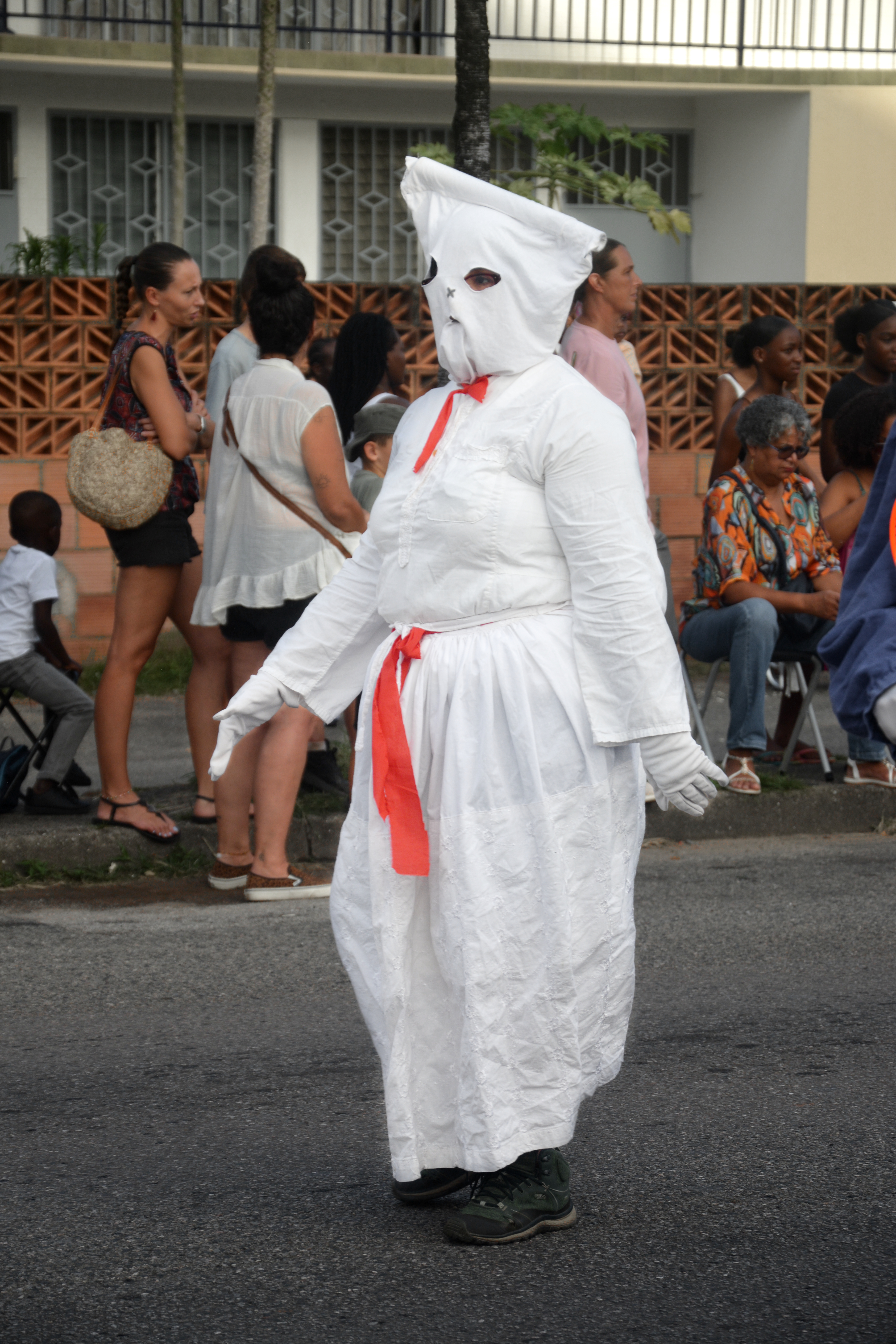
Zonbi baréyé au carnaval de Cayenne en 2024.

Le « zonbi baréyé » ou « baré yé » ou « zonbi » en créole guyanais et « zonbi baréyo » dans le créole francisé) est un personnage de carnaval figurant un zombie. Les « Zonbi baréyé » ou les « Zonbi cernez » sont des personnages issus des légendes créoles: ils se réveilleraient et sortiraient de leur tombe pour prendre l'esprit de quelqu'un.
Ce personnage traditionnel du carnaval est vêtu d'une combinaison blanche nouée d'une ceinture rouge. Leur tète est cagoulée en forme de chat. Les « zombis bayéro » défilent en bandes et respectent les mêmes règles. Ils circulent avec une corde au milieu de laquelle ils emprisonnent les spectateurs tout en sifflant, faisant la ronde et chantant un air caractéristique « o zonbi baré yo, baréyo ».
Selon la légende le zonbi est le chef des Neg Marrons. Il symbolise traditionnellement une liberté retrouvée complète et sans restriction. Cette corde que les « zonbi baréré » guyanais tiennent à la main est la représentation du lien qui unit le Zumbi et ses « quilombolas » dans la mort.

### Jé farin
Ce costume est tout blanc. Il est constitué d'un pantalon, une chemise, un chapeau pointu et un masque. Il rappelle à tous un métier traditionnel : le boulanger. La tradition veut que les enfants jouent avec lui, et en réponse le jé farin les enfarine.

### Bobi

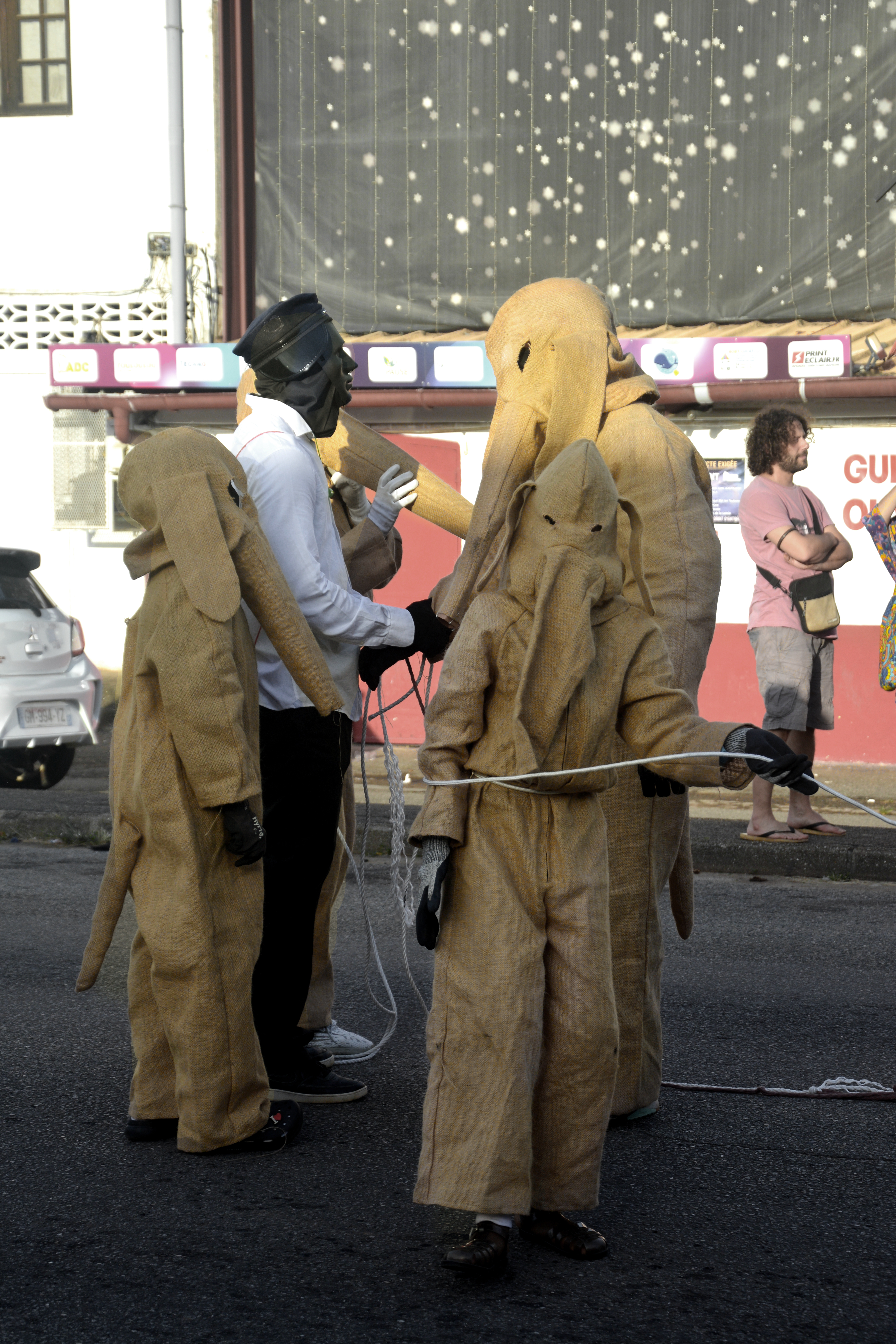
Trois Bobi et leur « dresseur » lors du carnaval de Cayenne en 2024.

Bobi est l'un des personnages traditionnels du carnaval guyanais. Il représente un animal imaginaire, un hybride mi-ours mi-éléphant.
L'origine de ce personnage est probablement liée à la venue de dompteurs d'ours et d'un éléphant en Guyane au début du XXe siècle.
Son déguisement en toile de jute recouvre son corps entièrement : c'est une combinaison à manches longues avec une longue queue et une cagoule dotée de deux larges oreilles d'où dépasse un long museau.
Bien qu'accompagné de son dompteur, il appartient à la famille des touloulous solitaires. Son maître le tient à l'aide d'une corde, et Bobi doit exécuter les ordres de ce dernier, chanter ou danser au son de l'instrument de musique du maître (flûte, ti bwa…) sous peine d'être battu.
Cependant, Bobi n'en fait qu'à sa tête. Personnage mi-homme mi-animal, enchaîné, ridiculisé, maintenu en servitude, il représente l'image tragique de l'esclave.
Par sa désobéissance, il remet en cause l'ordre et l'autorité coloniale de l'époque.

### Karolin

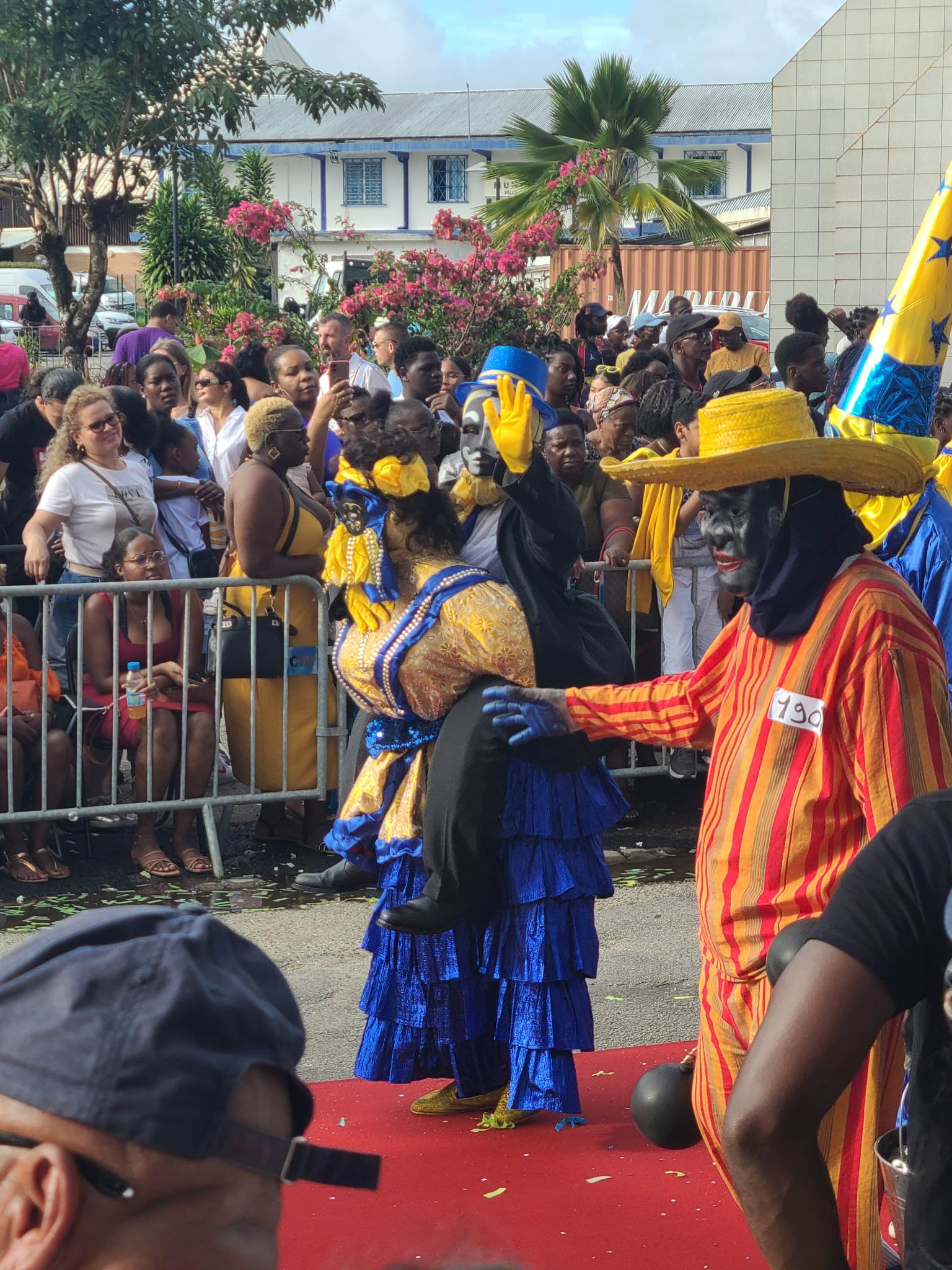
Le personnage Karolin lors du défilé de carnaval février 2023 à Kourou.

Le personnage de Karolin, aussi écrit Caroline, est un personnage comique du carnaval de Guyane.
Karolin est une femme anglaise. L'orpaillage lui a permis de devenir riche. Elle porte son mari sur son dos et l'oblige à se déplacer ainsi afin de le protéger des autres femmes et de le garder auprès d'elle.
Ce personnage aime amuser la foule. Il participe aux inversions des hiérarchies sociales, notamment de la domination masculine. Ce personnage est incarné par un homme qui prête ses jambes à la femme alors que son buste et sa tête sont prêtés au mari. Le costume de la femme, de la tête à la taille, est un mannequin rembourré dont les bras sont cousus sur le dos du mari. Le costume du mari a des jambes également rembourrées et cousues autour de la taille du mannequin féminin. JKarolin est inclinée vers l'avant, et semble avoir des difficultés à marcher et à porter le poids du mari.
Karolin ressemble au vieux qui porte le jeune sur son dos, un personnage des carnavals d'Europe qui illustre le rite d'inversion.

### Lanmò (la mort)
Lanmò, soit « la Mort » en français, est un personnage né de l'imaginaire collectif guyanais. Il permet de conjurer la peur de la mort contrairement au « jé farine » qui signifie la joie. Ce personnage représentant l'échéance ultime de l'homme et est un personnage phare du Carnval guyanais, présent depuis longtemps dans la tradition.
Le personnage de Lanmò est lié à la colonisation. Il est présent dès le début de la traite des Noirs à partir du XVIIe siècle dans certains rituels. Les africains perdant leur liberté étaient réduits en esclavage et voyaient mourir beaucoup des leurs dans les cales des navires. Puis arrivés dans les habitations, ils mourraient de maladie, de malnutrition et de suicide.
Ainsi, la mort était représentée par le linceul et la couleur de leurs bourreaux considérant l'esclave comme sa propriété et ayant tout pouvoir sur lui. La Mort les poursuivait même après l'abolition de l'esclavage en 1848, car laissés à leur sort, les esclaves affrontaient la misère qui décimait la colonie abandonnée par le maître.
À travers ce personnage carnavalesque, l'idée de la mort est exorcisée. Il est né de l'imaginaire catholique des esclaves, qui souhaitaient tourner en dérision leurs pensées mortifères. Lorsqu'il défile dans les rues de Cayenne, Lamno s'amuse à envelopper quelqu'un du public de sa cape. Il fait alors semblant de l'emporter dans l'autre monde, ce qui entraine des cris de panique dans la foule. Ce personnage court par bandes, symbolisant les âmes des morts qui circulent sur la terre et surveillent les hommes. Avec son déguisement, ce personnage effraie les spectateurs et particulièrement les jeunes enfants.
Le carnavalier est vêtu d'une cape blanche, d'un pantalon, d'une chemise et d'une cagoule de cette même couleur. Le masque porté est une tête de mort. Aucune partie du corps n'est découverte. Lamno est recouvert d'un drap et détenait, jadis, des épingles dans son costume afin de piquer les spectateurs trop téméraires afin de rappeler les sévices des maîtres pour punir de toute rébellion.
Aujourd'hui, on retrouve plusieurs variantes de ce costume car il est représenté à travers le monde, notamment au Mexique où l'on fête la mort. Il peut être constitué d'une combinaison noire affichant un squelette. Ce costume est très courant durant Halloween.

### Sousouri
Le Sousouri, chauve-souris en français, est un personnage typique du carnaval guyanais représentant une chauve-souris.

### Djab rouj (diable rouge)
Les Diables rouges constituent l'une des figures emblématiques du Carnaval guyanais : ils représentent le pécheur, soit le responsable de tous les désordres qui se produisent au cours de la période carnavalesque. Ils sont habillés de noir et de rouge et défilent le jour du Mardi gras - jouissant d'un moment de débauche pulsionnel dépassant les normes.
Le Diable rouge trouve sa source première dans le Christianisme avec l'Évangélisation des esclaves ainsi que des théâtres de France au Moyen Âge. En mettant en scène différents passages bibliques, cette figure représente la lutte entre le Bien et le Mal. Il s'agit d'une mise en scène du péché et de l'enfer.
Le Diable rouge détient la mission d'accompagner Vaval, le roi du Carnaval jusqu'à son incinération : sa présence annonce donc la fin prochaine de ce dernier.
Traditionnellement, les diables rouges portent des costumes cousus en tissus de satin de couleur noire d'un côté et rouge de l'autre. Ornés de perles, de paillettes et parfois de miroirs pour certains, accompagnés d'une trident à la main, d'une queue, de deux cornes attachées sur un capuchon rouge, ils reflètent l'image du Diable. Ils portent un grand masque de toile hideux et mobile au maxillaire inférieur, un tissu brodé qui ne cache que les yeux et le nez.

### Les tirailleurs sénégalais
Les tirailleurs sénégalais jouaient le rôle de gendarmes dans la colonie de Guyane. Un bataillon de tirailleurs sénégalais avait débarqué au port de Cayenne pour assurer la sécurité et la protection du territoire suite aux émeutes, aux pillages et violences consécutives à l'empoisonnement du Gouverneur Jean Galmot le 6 août 1928. Tous les trois ans, quelques soldats étaient renvoyés par les voies maritimes au pays afin de se ressourcer auprès de leurs familles. Les rotations ont été suspendues par défaut de transports maritimes du fait la guerre de 1939-1945. Les soldats restés trop longtemps loin de chez eux commençaient à s'impatienter et la rumeur courait qu'ils finiraient par provoquer des bagarres en ville si on n'envisageait pas de les faire rentrer chez eux.
En février 1946, un dimanche après-midi de carnaval à Cayenne au bal Titane du dancing Casino, un des membres d'un régiment de tirailleurs sénégalais essaye d'enlever le masque d'un Touloulou et ses amis tentent de la défendre. La bagarre dégénère et devient un combat de rue général qui dure une bonne partie de la nuit et se termine en « bal brésilien. » Le lendemain, on compte huit morts et une cinquantaine de blessés : la compagnie des tirailleurs est rapatriée, mais l'incident tragique cause la suspension du carnaval à Cayenne jusque dans les années 1950.
Ce personnage du tirailleur sénégalais a été introduit dans la tradition carnavalesque guyanaise à la suite de cet incident : la tenue des tirailleurs a été reprise dans les défilés et fait partie des costumes traditionnels du carnaval guyanais. Cette révolte a aussi laissé une chanson.

### Les Vidangeurs
Le terme « vidangeurs » évoque les bagnards envoyés à Cayenne. Ceux qui étaient en fin de peine se voyaient attribuer des taches peu glorieuses. Les vidangeurs assuraient un métier de nuit : leur fonction fondamentale étaient de vider les toilettes à cette époque. Depuis quelques années, ce thème a disparu du carnaval de Guyane - on suppose en raison de ce passé peu glorieux qui a marqué l'esprit des Guyanais. Les Guyanais veulent peut-être oublier et surtout faire oublier cette période du bagne.
Les vidangeurs vidaient les toilettes des maisons bourgeoises à l'aide d'une charrette tirée par un bœuf ou un zébu. Les vidangeurs étaient une bandes de bagnards chargés de la corvée de latrines, souvenir d'une réalité à l'évidence douloureuse.
Le costume renvoi à un vêtement propre à un groupe de personnes, à une culture ou à une époque.
Les vidangeurs portaient un costume unique à rayures noires et blanches et sont munis d'un seau noir et d'un chapeau pointu, noir ou blanc.

### Les Balayeuses
Les balayeuses sont des personnages du Carnaval censés nettoyer la rue avec un balai de coco. Autrefois, le personnage était joué par des hommes de haute taille qui portaient un masque de vieille femme mais aujourd'hui les femmes se sont approprié le rôle des balayeuses. Le balai est également un objet d'inversion : il n'est ici pas utilisé pour le nettoyage mais plutôt pour salir le temps du Carnaval. Avec cet outil, les balayeuses salissent les pieds du public venu admirer le défilé. Le balai est appelé "balai créole" car fait à la main à partir de deux arbustes exploités, dont la liane franche et la golette.
Le balai représente un symbole de puissance qui chasse les mauvais esprits de l'année précédente afin d'accueillir la nouvelle année.
Ces personnages féminins sont vêtus de costumes traditionnels, d'une robe généralement bleue, coiffés d'un foulard de madras. Leurs coiffures, leurs madras ainsi que leurs costumes rappellent l'époque de l'esclavage dans les champs. Ce personnage apparait toujours en groupe.
La balayeuse ressemble aux sorcières des contes de fées européens.

### Autres costumes
Il existe aussi beaucoup d'autres costumes, dont pour certains sont en voie de disparition comme : 
- l'Annglé bannan,
- le Bèf vòlò bèf,
- le Djab annan bwèt,
- la diablesse.

## Carnaval de rues
Tous les dimanches après-midi (vers 15H), ont lieu les défilés dans les rues de Cayenne, Kourou et Saint-Laurent-du-Maroni (un peu plus tôt normalement). Des groupes déguisés selon la thématique de l'année, y défilent autour de chars décorés, au rythme des percussions, des cuivres et des instruments à corde. La préparation des groupes dure plusieurs mois avant le carnaval. Les groupes défilent devant des dizaines de milliers de spectateurs ravis qui se massent sur les trottoirs et les gradins aménagés pour l'occasion.[source insuffisante]

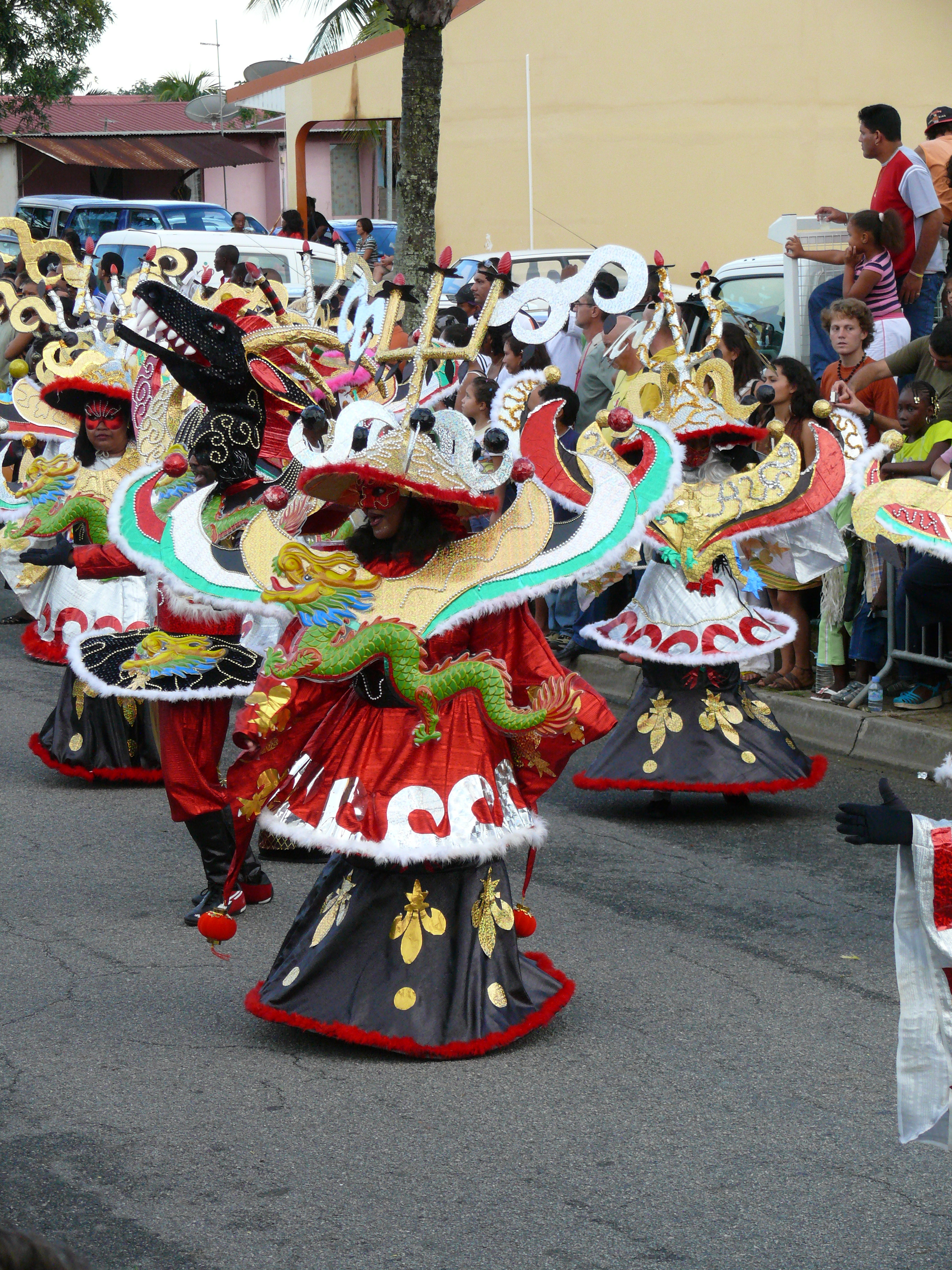
Groupe défilant pendant la parade de Kourou.

La musique du carnaval de rues en Guyane, se caractérise avec l'apport de nouveaux instruments, inspirés d'objets ordinaires, de la vie de tous les jours, comme les « bonm kochon » ou « bonm latcho kochon ». Ce sont des barils épais en plastique, qui permettent d'avoir une certaine étanchéité des produits importés et sont utilisés comme tambours. Dégagant un son d'une résonance impressionnante, ces bonm donnent un côté assez original aux orchestres des groupes ruraux.

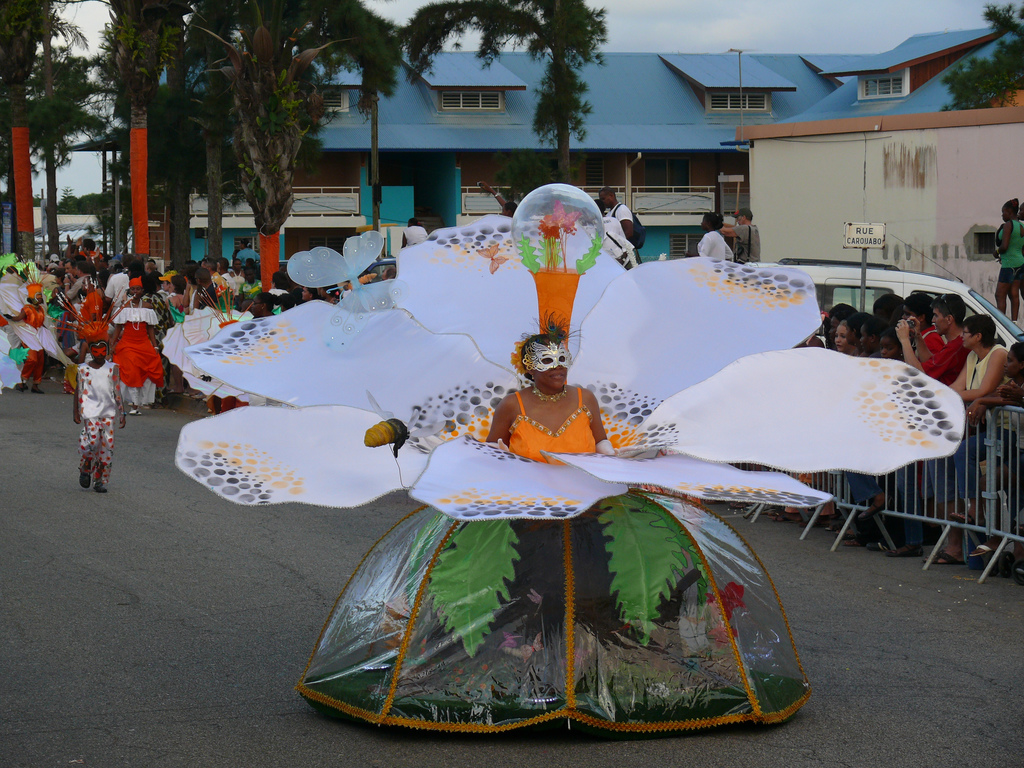
Danseuse en fleur à Kourou.

### Grandes Parades
Depuis les débuts des années 2000, est apparu une nouvelle manifestation du carnaval guyanais, les Grandes Parades. Il s'agit de concours annuels d'élégance, de danse et de prestations de groupes venant de toute la Guyane, mais aussi  du Suriname, des Antilles françaises, du Brésil et de France métropolitaine qui s'affrontent. Les vainqueurs sont annoncés le lendemain dans les médias. Ces compétitions que l'on peut retrouver à Kourou, avec la Grande Parade du Littoral comme à Cayenne, avec la Grande Parade de Cayenne, réunissent respectivement chaque année plus de 2 000 participants et sont retransmis à la télévision en direct.

### Groupes du carnaval de rue
Les groupes les plus connus sont : 
- Kassialata
- Caimite
- Kalajirou
- Piraye
- Reno Band
- Ijakata
- Kouman
- Chiré Ban'n
- OsBand
- les Belles de la Madeleine
- Junior City
- Wanted
- Mayouri Tchô-NèG
- Patawa Folia

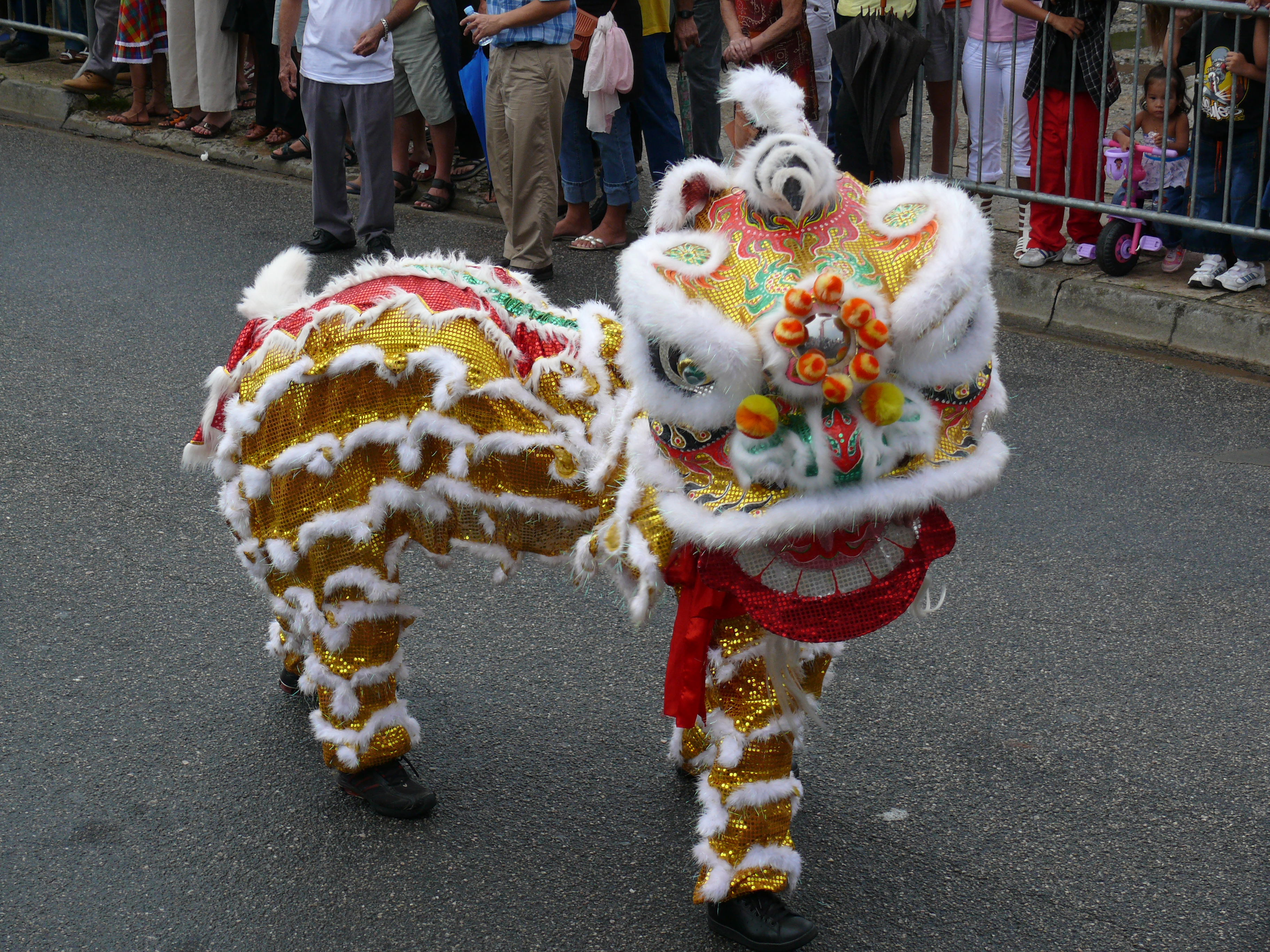
Dragon chinois à Kourou.

Des groupes brésiliens, identiques à ceux que l'on rencontre au carnaval de Rio, sont également appréciés pour leurs rythmes et leurs costumes affriolants. La communauté asiatique de Guyane participe également aux défilés en apportant sa touche caractéristique, avec des dragons.

## Carnaval en salles

### Bal paré-masqué
Les dancings, appelées « universités » organisent des bals masqués durant lesquels les hommes viennent danser avec les Touloulous. Les soirées ont lieu les vendredis et samedis soir selon la commune. Cette tradition est propre à la Guyane, elle n'existe nulle part ailleurs, mais il existe maintenant des dancings sur Paris et certaines villes de France qui organisent des bals.
Le bal des Tololos est une innovation récente qui n'est apparue que depuis les années 1990. Lors de ces soirées, les hommes se déguisent et prennent le rôle des Touloulous (ils invitent les femmes non déguisées à danser). Ces soirées sont de plus en plus populaires et ont lieu plusieurs fois pendant le carnaval, le plus important étant le dernier vendredi avant les jours gras.
Les danses du carnaval sont la mazurka, la polka, la valse, le piké djouk et la biguine. C'est le Touloulou qui invite les hommes à danser, ils ne peuvent pas refuser. Seules les Touloulous ont le droit de danser, si une femme non déguisée danse, l'orchestre s'arrête.
Les "universités" sont les suivantes : 
- Chez Nana à Cayenne
- Chez Polina à Matoury
- Dancing Grand Palace à Matoury

### Groupes et orchestres des bals

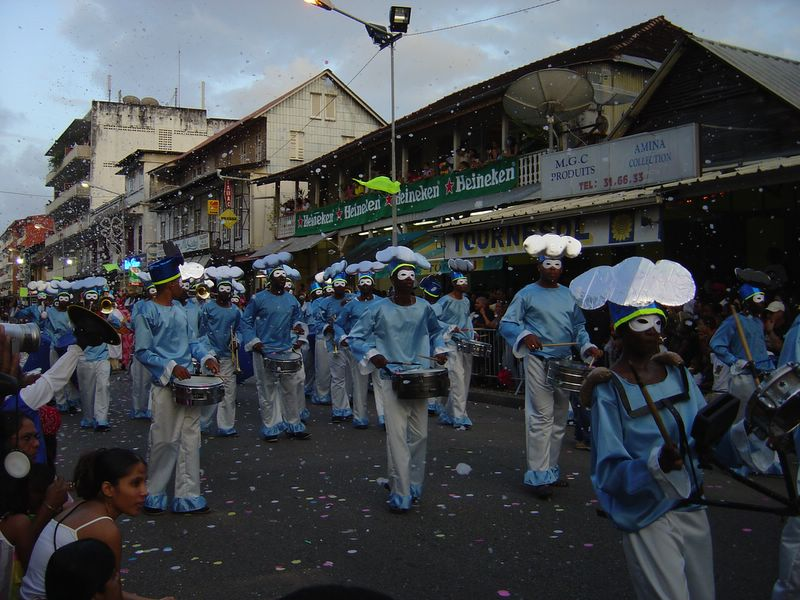
Les Blues Stars.

Il existe plusieurs orchestres carnavalesques, les plus célèbres sont :
- Les Mécènes, qui officient dans la salle Dancing Grand Palace, leur chanteur vedette était Bernard Inglis, décédé en 2002, il reste un pilier du carnaval Guyanais.
- Les Blue Stars, qui jouent Chez Nana (le Soleil levant). Leur chanteur vedette est Victor Clet, dit Quéquette, si populaire que sa photo était imprimée sur les bouteilles de rhum Saint-Maurice lors du carnaval 2006[32].
- Karnivor, qui compte en son sein Saül Sylvestre (auteur, compositeur)et 18 musiciens, Arnaud Champestaing, chanteur, Nadège Chauvet, chanteuse du groupe. Lors de la cérémonie des Lindor (qui récompense les artistes guyanais pour leur production chaque année), le groupe Karnivor fut récompensé par sept Lindor[33].

À la fin du carnaval, le dernier dimanche, deux groupes s'affrontent au cours d'un duel musical dans la salle du Grand Blanc.

## Carnaval en chansons
Dans le carnaval guyanais, les groupes avaient pour habitude de chanter pendant leurs défilés dans les rues. Aujourd'hui, pratique qui se modifie, les groupes d'une centaine de carnavaliers ne font que danser au son des orchestres de leurs groupes. Seuls les nombreux groupes à effectif réduit, avec ou sans orchestre, continuent de chanter des refrains traditionnels ou d'actualité, parfois grivois, que reprend souvent le public.
Cette pratique se retrouve maintenant dans les bals paré-masqué qui, à la base se faisaient sans chanteur. L'apparition de chanteurs ne s'est faite qu'aux XXe siècle, grâce au groupe mythique Les Mécènes, qui sont les premiers à en introduire dans leur orchestre. Grâce aux orchestres des bals, un grand nombre de chansons ont vu le jour, inspirées des divers styles musicaux du carnaval guyanais.
Les participants des vidés chantent aussi pour accompagner les orchestres de ces derniers.

## Vidés
Le mot vidé vient de l'expression « vider la salle de bal ». Après le bal du Dimanche, l'orchestre vide la salle de danse dans un grand mouvement appelé le « vidé ». Il entraine pratiquement tous les danseurs en dehors de la salle de musique, ce qui marque la clôture du bal.
À l'origine, les jeunes hommes ne devaient pas suivre les jolies dames lors des nuits de fête, car elles auraient pu être des « Maskilili » et selon la tradition si ces jeunes hommes voyaient leurs pieds fourchus, il aurait pu leur arriver malheur. Mais jusqu'à aujourd'hui personne n'a été victime de cela. Vers cinq heure du matin les vidés clôturait la soirée des touloulous avec une dansée collective dans les rues de la ville entourant le camion, rempli de musiciens jusqu'au lever du soleil. Les troupes dansaient, sautillaient et criaient en se dirigeant vers le camion de la danse « collé serrée ». Les jeunes voulant participer au vidé devraient attendre celui de l'après-midi à cause des multiples violences engendrés par ce mouvement du matin. Par moments, lorsque la violence s'emparait trop du vide, le maire de la ville de Cayenne décide avec l'approbation des personnes haut placés d'interdire le vidé du soir.
Le dimanche, vers 17 heures, ces mêmes musiciens réapparaissent. Ces parcours à pieds dans les rues de la ville attirent de joyeux cortèges de Touloulous. Lorsque deux vidés se rencontrent, les orchestres se font face et essayent de séduire et d'attirer à eux  le plus grand nombre possible de Touloulous à l'adversaire. Ce fut ainsi que se déroulait le carnaval à sa genèse.
Le vidé est synonyme de renversement des interdits, de désordre, de libération, de chute des barrières sociales ou encore de refoulement de ces passions. De nos jours, le « vidé » s'est « modernisé » :  les musiciens sont dans un camion, sur un podium, et s'accompagnent d'instruments et de voix portantes, en emportant avec eux un tas d'humains de tous âges (des jeunes, des vieux, des enfants) qui trépignent, sautillent et gesticulent dans un espace bruyant et très violent. Le vidé est devenu très violent et comporte aujourd'hui de grands risques tels que des décès ou des accidents mortels.
Le costume est unique et commun à tous. Lors des vidés, le masque n'est  plus obligatoire et peut être retiré en fin d'après-midi, vers 18 heures.

## Cuisine autour du carnaval

### Galette créole

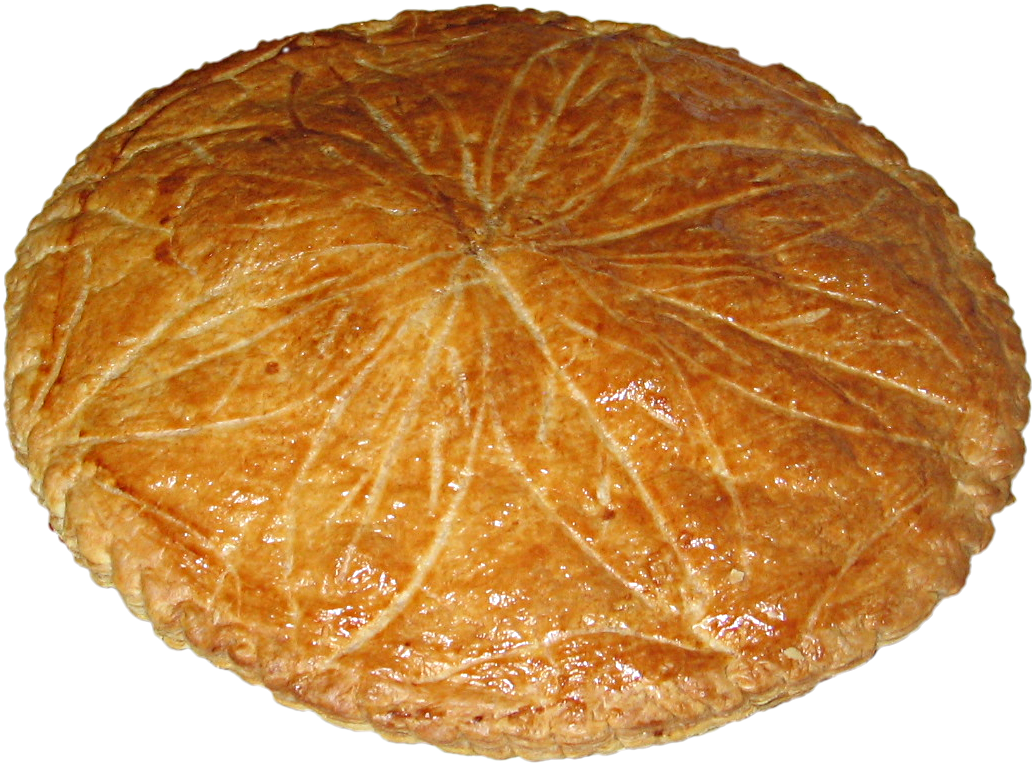
La galette des rois.

Après l'Abolition de l'esclavage en 1848, l'économie de la Guyane est sinistrée, un nombre important de la population vit du travail de la terre dans des « habitations. » Les gens cultivent la terre, on connaît la valeur du travail en commun : le mayouri (mot créole guyanais signifiant « solidarité, entraide »). En Guyane, c'est à cette époque que naissent la tradition de la galette des rois et sa variante créole ou plus précisément du « rend le bouquet » (« randé boutché » en créole guyanais). Un couple organise le repas et la fête. Il désigne à la fin le couple qui organisera la réunion suivante en lui remettant le bouquet.

## Influence du carnaval guyanais
Le carnaval guyanais, lui-même issu d’influences européennes et africaines, a considérablement influencé certains carnavals au niveau national.
À partir de la seconde moitié du XXe siècle, le carnaval de Martinique, a reçu beaucoup d'apports venant du carnaval de Guyane. Particulièrement depuis les années 1970, avec l'importation de bals paré-masqué et des Touloulous qui défilent, quand l'occasion se présente, dans les rues de Fort-de-France,.
On peut même retrouver des bals paré-masqué en Île-de-France, à Paris et un peu partout en France.

## Impact économique
Le carnaval est un atout touristique pour la Guyane. Les touristes viennent en majorité des Antilles et de la France métropolitaine. On constate une augmentation de la fréquentation hôtelière durant la période du carnaval, appelée pic du carnaval ou pic de février« La fréquentation hôtelière en Guyane en 2005 - N° 55 - Octobre 2006 » [archive du 22 septembre 2007] , sur Insee, octobre 2006 (consulté le 4 mars 2025).
Les boîtes de nuit profitent des soirées Touloulous, où des milliers de personnes viennent danser. Des centaines de couturières s'occupent de la confection des costumes de Touloulous.
Touloulou Magazine, revue annuelle qui traite de l'actualité du carnaval de Guyane, a été créée en 1994 par Philippe Alcide dit Clauzel, qui a également fondé en 1993 le premier Comité du carnaval de Guyane, qui deviendra en 1996, la Fédération des carnavals et festivals de Guyane.

## Galerie

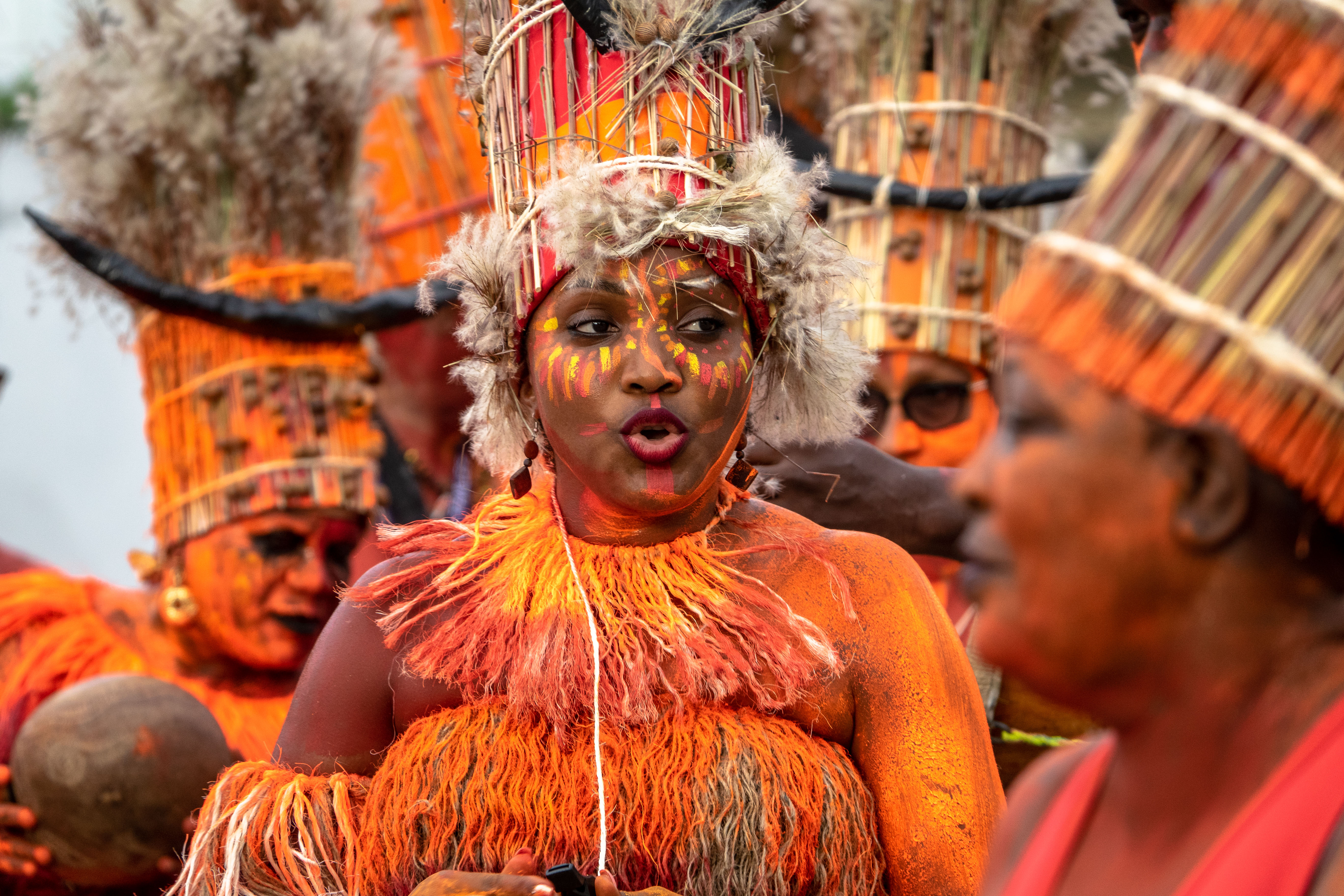
Le groupe Ijakata lors de la grande parade de Cayenne en 2019.
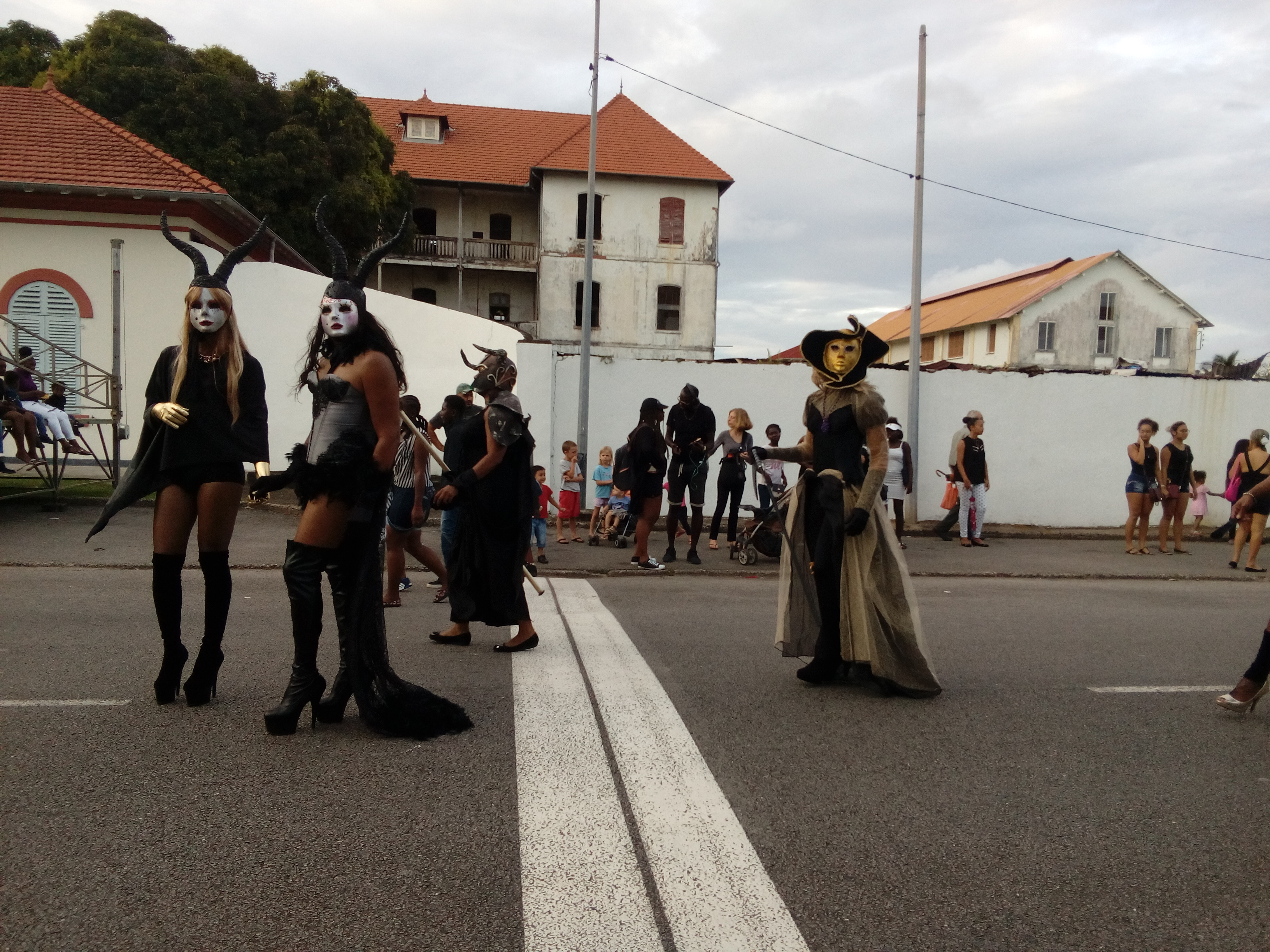
Scène du carnaval de Cayenne.
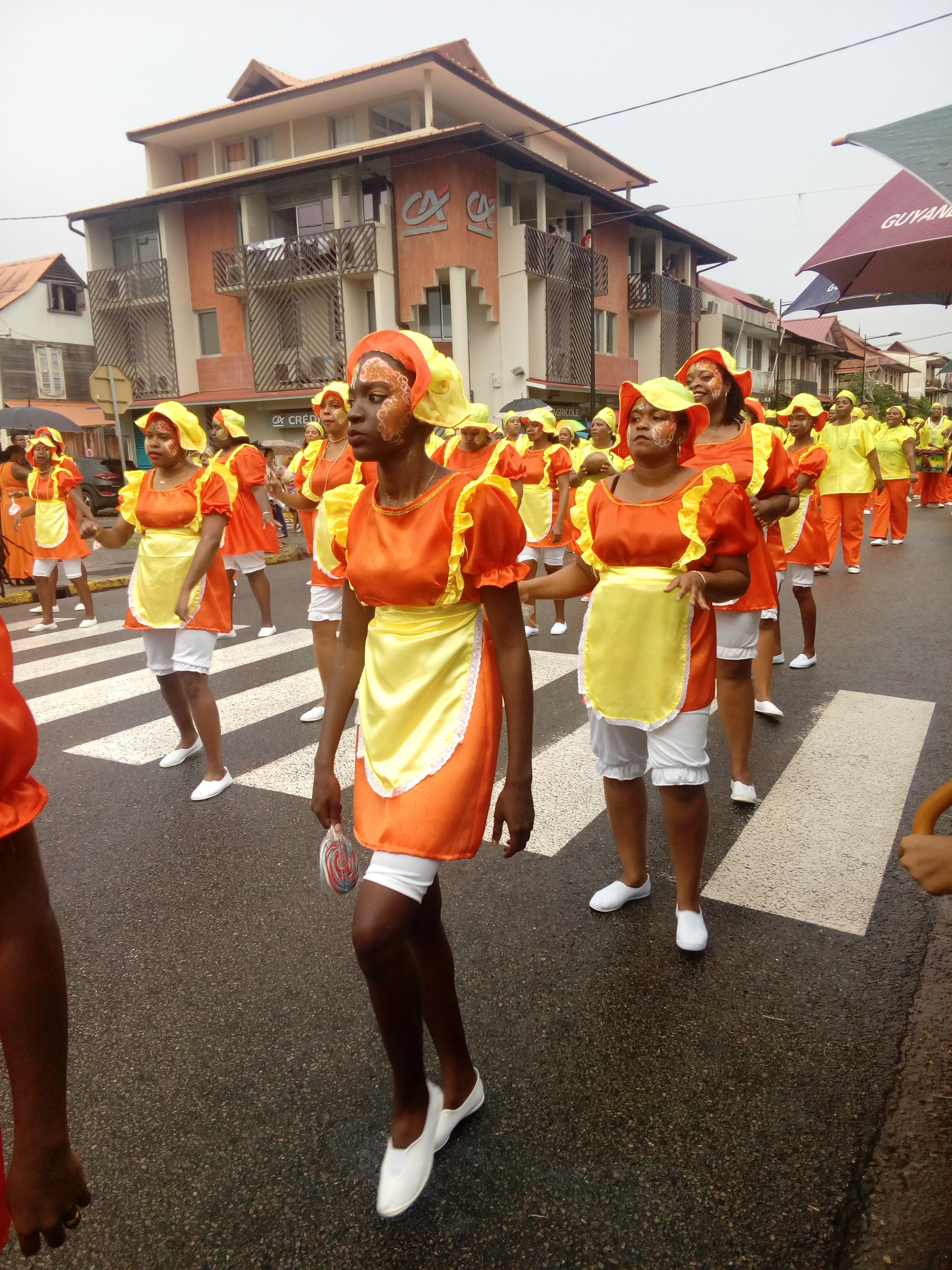
Défilé de carnaval dans les rues de Cayenne.
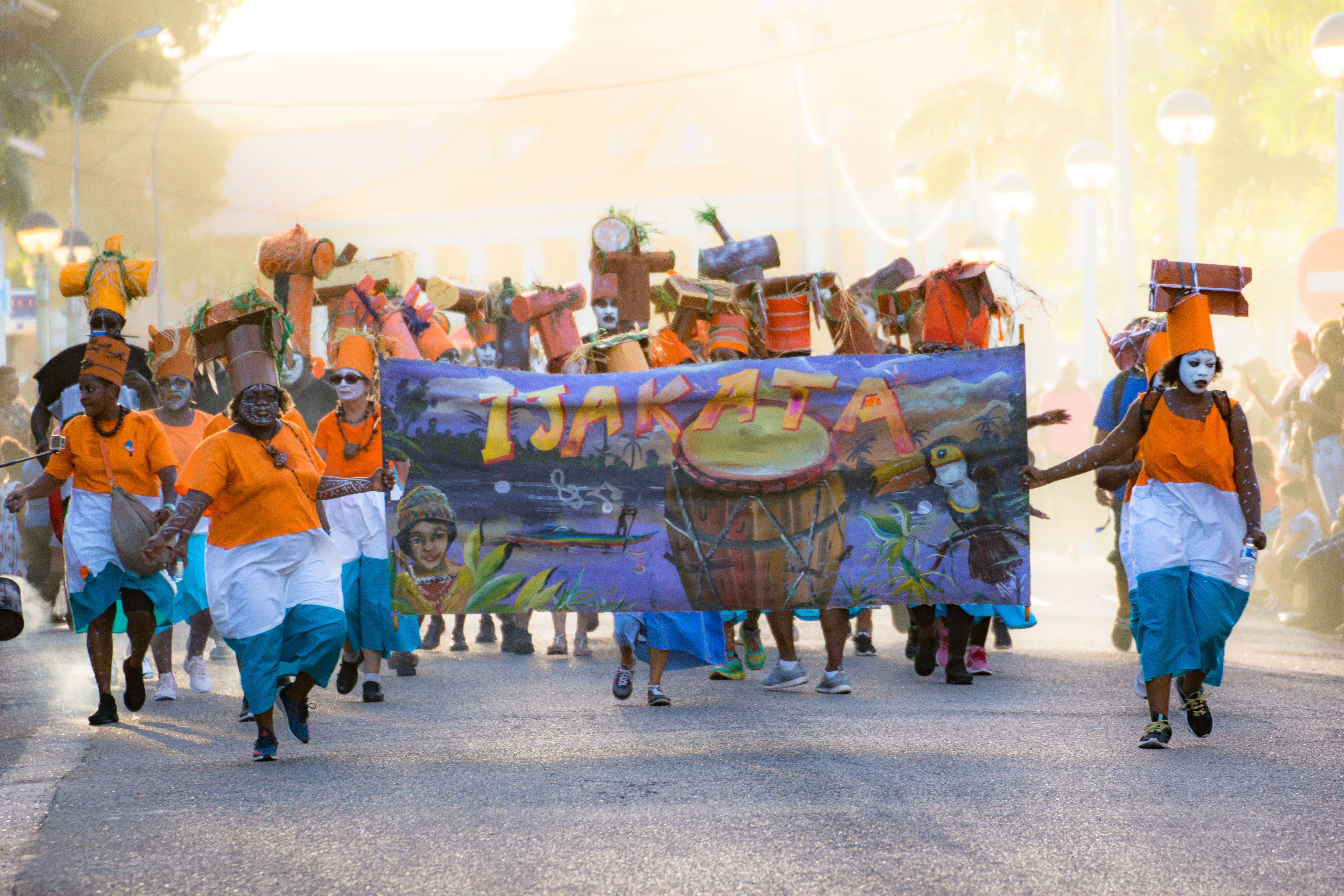
Défilé du groupe Ijakata lors de la parade carnavalesque du dimanche dans la rue Lalouette de Cayenne.
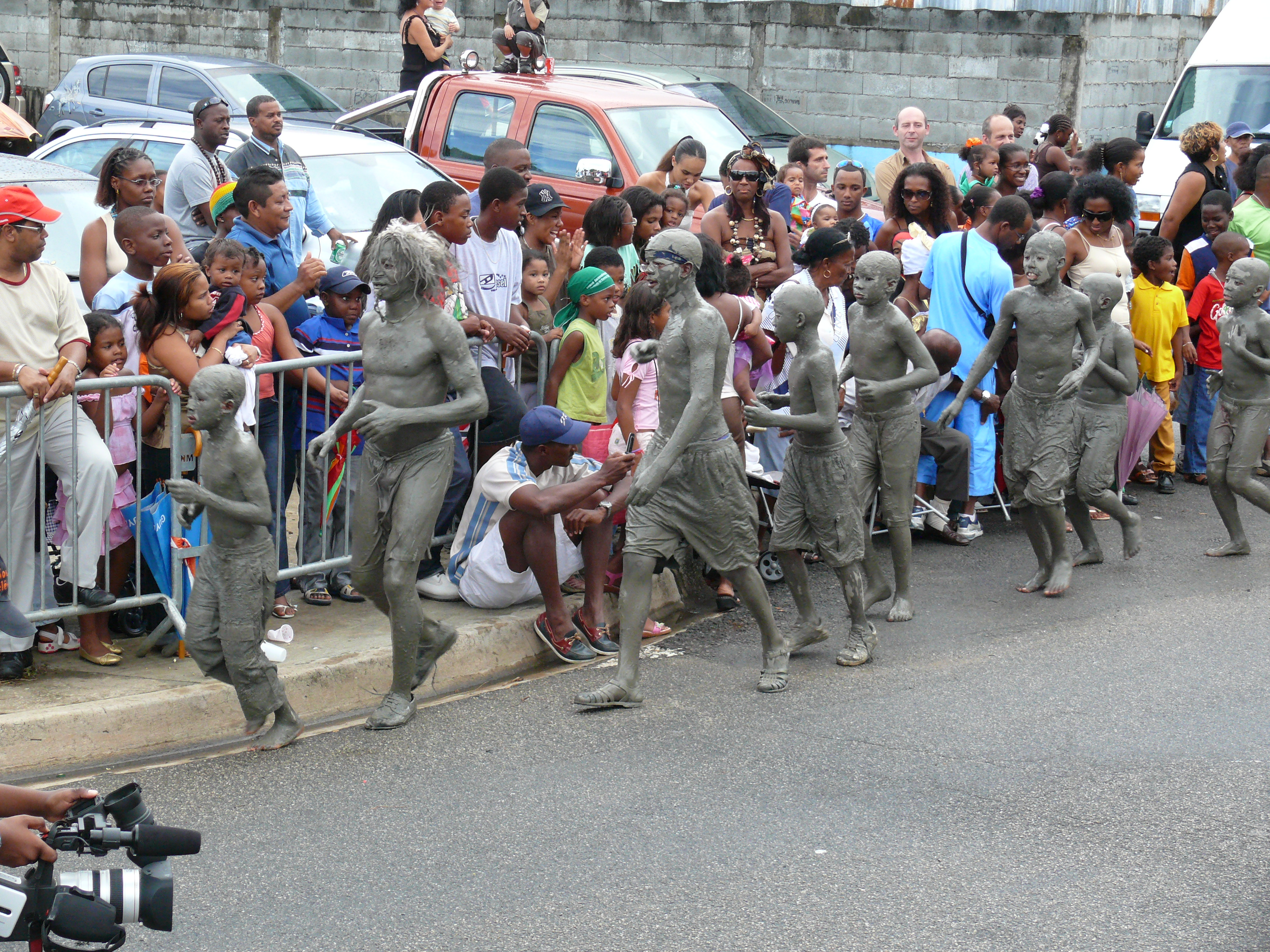
Les nèg'marons à Kourou.
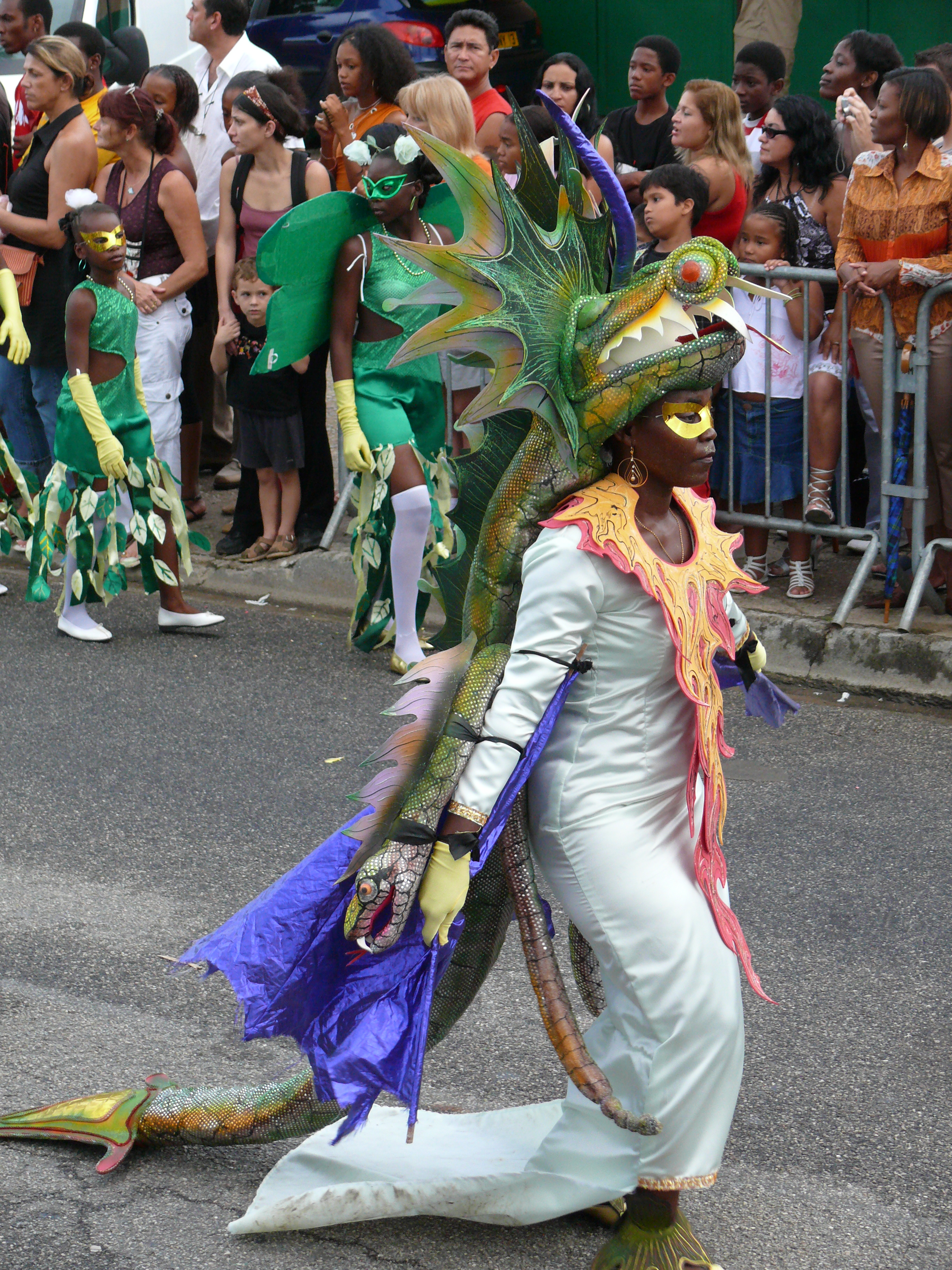
Reine du carnaval de Kourou.
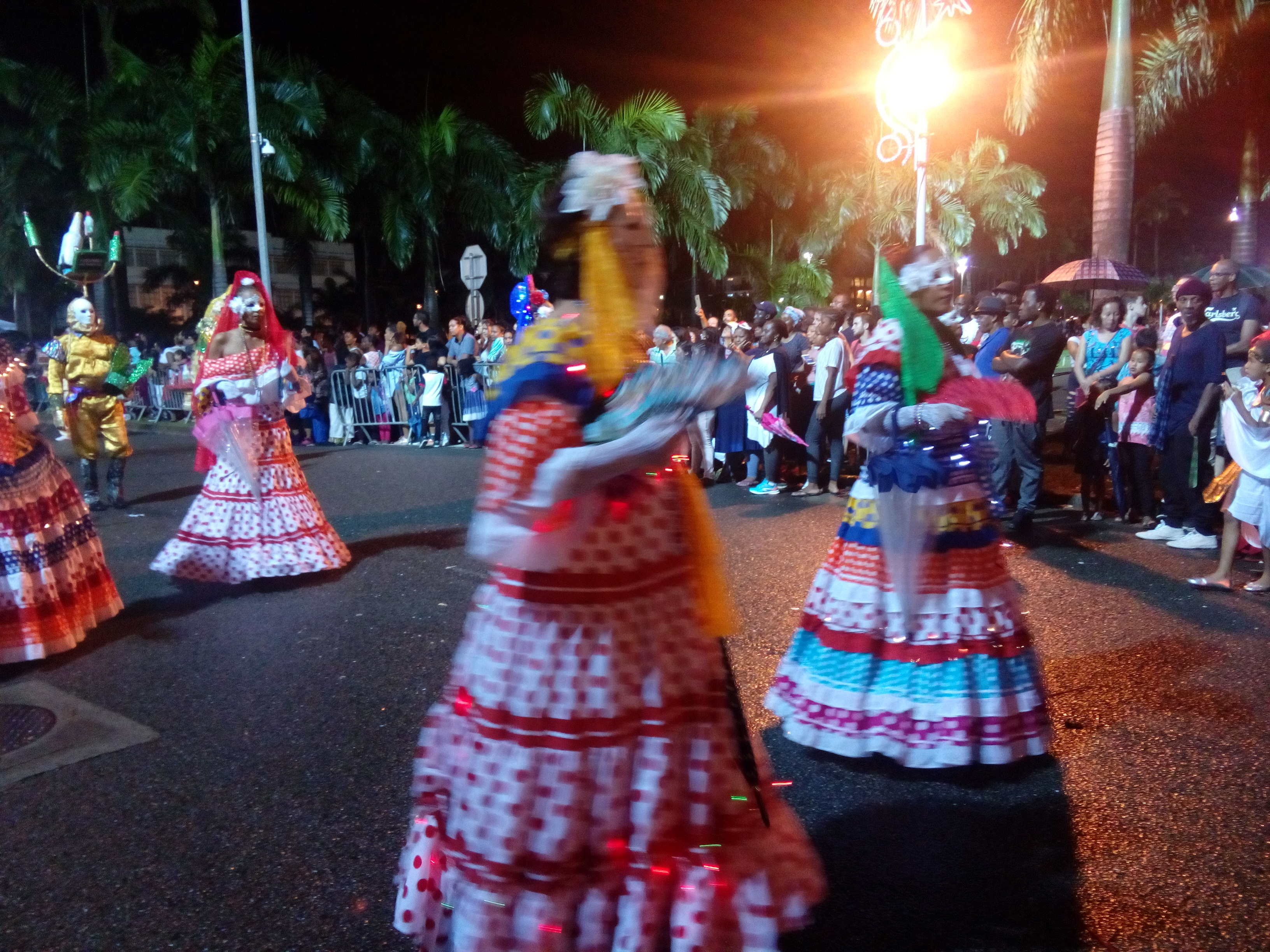
Défilé de Touloulous devant la Place des Palmistes, à Cayenne.
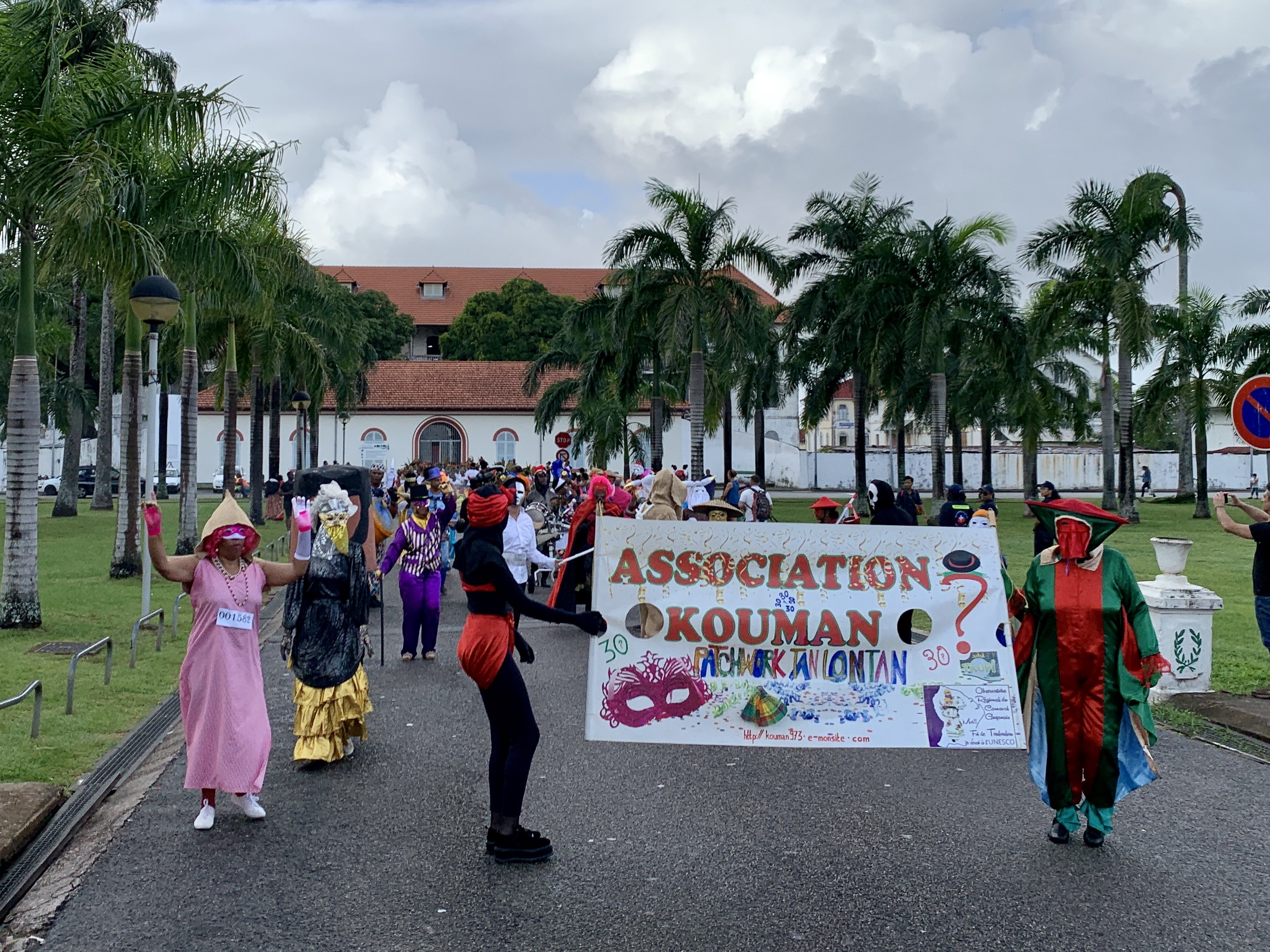
Patchwork de costumes traditionnels pour les 30 ans de défilés des Touloulous de rue de Kouman à Cayenne, place des Palmistes.